# 勒沃库森
勒沃库森或莱沃库森（德語：[ˈleːvɐˌkuːzn̩] ⓘ）是德国北莱茵-威斯特法伦州南部的非县辖城市，隶属于科隆行政区。在地理位置上位于贝吉舍斯兰地区，因此是莱茵地区的一部分。
勒沃库森位于科隆的东北方向，是莱茵-鲁尔都市区的一部分。全市人口为165,748人（2022年12月31日），是德国较小的城市之一，在德国城市人口排名中位列第49位。勒沃库森因拜耳集团和2023/24赛季德甲联赛冠军拜耳04勒沃库森足球队而闻名。

## 歷史
现在勒沃库森的中心地带是莱茵河畔的威斯多夫，其历史可追溯到 12 世纪。该地区还包括伍珀河和丁恩河，曾多次遭受洪水侵袭，特别是在1571年和1657年，后者导致威斯多夫从河边东移到现在的位置。
在1583年至1588年的科隆战争期间，勒沃库森饱受战火摧残。直到19世纪末，工业的发展促使勒沃库森成为德国最重要的化学工业中心之一。
1860年，化学家卡尔·勒沃库斯在寻找建立染料工厂的地方时选择了威斯多夫。1861年，他在威斯多夫的Kahlberg建造了一家生产群青的工厂，并以他在莱纳普（Lennep）的家为名，将这个新兴的定居点称为“勒沃库森”。1891年，拜耳公司接管了这家工厂；1912 年，拜耳公司将总部迁至威斯多夫。第一次世界大战结束后，该厂被没收资产，成为IG法本公司。1930 年，威斯多夫、施勒布什、施坦比谢尔和莱茵多夫合并成立了勒沃库森市，并以卡尔-勒沃库森的名字命名。

## 出身人物
- 迪特马尔·默根堡：跳高運動員
- ：前NBA篮球运动员

## 友好城市
- 芬兰 奧盧
- 英国 布拉克內爾
- 法國 阿斯克新城
- 德国 施韋特
- 斯洛維尼亞 卢布尔雅那
- 中國 無錫
- 以色列 拿撒勒